# 拉卡皮特爾縣 (聖路易省)

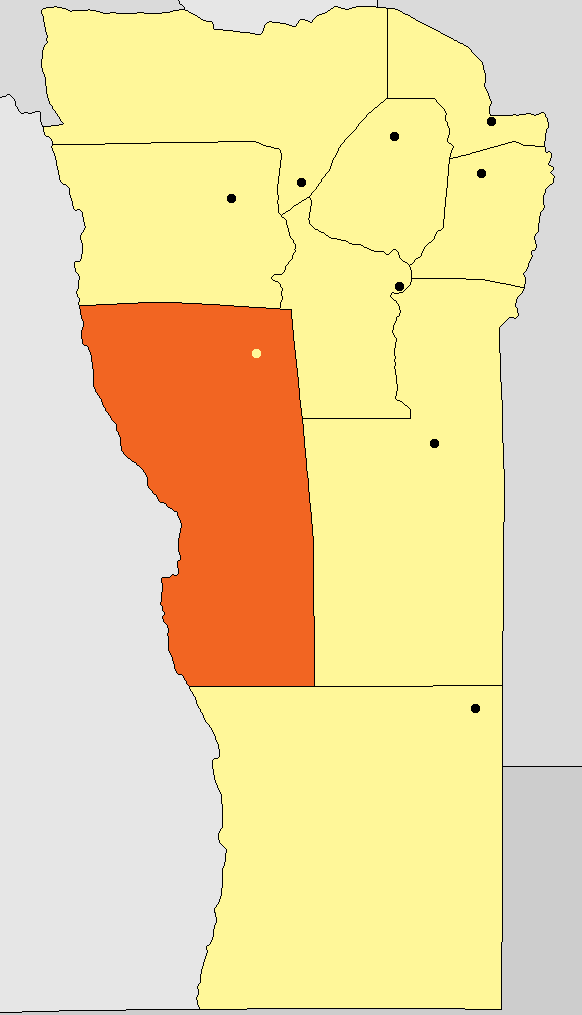

拉卡皮特爾縣（西班牙語：Departamento Juan Martín de Pueyrredón），是阿根廷的縣份，位於該國中北部聖路易省，首府設於聖路易斯，面積13,120平方公里，2010年人口204,019，人口密度每平方公里15.7人。
33°18′S 66°20′W / 33.300°S 66.333°W